# Disgaea Infinite
Disgaea Infinite (ディスガイア インフィニット?) è una visual novel per PlayStation Portable pubblicata il 1º novembre 2009 in Giappone, l'8 giugno 2010 in America Settentrionale ed il 17 novembre 2010 in Europa. Il gioco è uno spin-off della serie di videogiochi Disgaea, ed utilizza la stessa ambientazione e gli stessi personaggi di Disgaea: Hour of Darkness, benché Mao e Raspberyl, personaggi di Disgaea 3: Absence of Justice, compaiano frequentemente nel corso del gioco.